# Bobby Anderson
Robert James Anderson (6. března 1933 Hollywood– 6. června 2008 Palm Springs), známý jako Bobby Anderson, byl americký dětský herec a televizní producent, proslavil se především rolí mladého George Baileyho ve filmu Život je krásný.

## Život a kariéra
Bobby Anderson se narodil v Hollywoodu do rodiny spojené se showbyznysem. Byl synem asistenta režie a produkčního manažera Eugena Randolpha Andersona a Marie Augusty Fleischer. Jeho bratři a bratranci byli také střihači a produkčními manažery. Přes sňatky byl také synovcem režisérů Williama Beaudinea a Jamese Flooda, kteří si vzali sestry jeho matky.
Andersonova herecká kariéra byla krátká. Jedna z jeho prvních rolí byla postava hladového chlapce ve filmu Hrozny hněvu (1940). Anderson je ale nejznámější díky roli mladého George Baileyho v raných scénách filmové klasiky Život je krásný (1946). Zahrál si také ve vánočním filmu Kazatelova žena (1947), kde hlavní role ztvárnili Loretta Young, Cary Grant a David Niven. Jeho herecká kariéra se zpomalila, když dospěl. Objevil se v několika televizních pořadech, včetně Spin and Marty, a svůj poslední film natočil v roce 1956.
Během Korejské války Anderson vstoupil do námořnictva, kde sloužil jako fotograf na letadlových lodích. Po odchodu z námořnictva začal pracovat v zákulisí jako asistent režie a později jako produkční pro společnosti Disney, Warner Bros, Universal, HBO, United Artists, Columbia a 20th Century Fox na filmech a televizních pořadech, jako jsou Byt, Hawaii, Srdce je osamělý lovec, Code Red, Police Story a Ripley's Believe It or Not!.
Pracoval také jako výkonný producent a produkční konzultant u filmů jako Cestující 57, Demolition Man a Nelítostný souboj.

## Úmrtí
Zemřel na rakovinu ve věku 75 let ve svém domě v Palm Springs v Kalifornii. Přežila ho jeho žena, 3 synové, 3 dcery a 11 vnoučat.